# Sagartiidae
Sagartiidae é uma família de cnidários antozoários da infraordem Thenaria, subordem Nyantheae (Actiniaria).

## Géneros
- Actinothoe Fischer, 1889
- Anthothoe Carlgren, 1938
- Artemidactis Stephenson, 1918
- Bellactis Dube, 1983
- Botryon Carlgren & Hedgpeth, 1952
- Carcinactis Uchida, 1960
- Cereus Oken, 1815
- Choriactis McMurrich, 1904
- Habrosanthus Cutress, 1961
- Kadosactis Danielssen, 1890
- Phellia Gosse, 1858
- Sagartia Gosse, 1855
- Sagartianthus Carlgren, 1943
- Sagartiogeton Carlgren, 1924
- Verrillactis England, 1971